# David Benoit
David Benoit (Lafayette, 9 maggio 1968) è un ex cestista e allenatore di pallacanestro statunitense, professionista nella NBA, in Spagna, Cina e Giappone.

## Palmarès

### Giocatore
- Campionato israeliano: 1

Maccabi Tel Aviv: 1998-99
- Coppa di Israele: 1

Maccabi Tel Aviv: 1998-99